# Microrregión de Catanduva
La microrregión de Catanduva es una de las microrregiones del estado brasilero de São Paulo perteneciente a la Mesorregión de São José do Río Preto. Tiene una población de 221.465 habitantes (IBGE/2010) y está dividida en trece municipios. Posee un área total de 2.283,6 km².

## Municipios
- Ariranha
- Cajobi
- Catanduva
- Catiguá
- Elisiário
- Embaúba
- Novais
- Palmares Paulista
- Paraíso
- Pindorama
- Santa Adélia
- Severínia
- Tabapuã